# Hu Zongnan
Hu Zongnan (胡宗南, 16 mai 1896 - 14 février 1962) est un général du Kuomintang qui était, avec Chen Cheng et Tang Enbo, l'un des principaux généraux de Tchang Kaï-chek durant la seconde guerre sino-japonaise. Après la retraite des nationalistes à Taïwan en 1949, il devint conseiller de stratégie militaire jusqu'à sa mort en 1962.

## Campagnes contre les seigneurs de guerre
Hu est l'un des premiers diplômés de l'académie de Huangpu en 1924. Faisant partie des étudiants préférés de Tchang Kaï-chek, il participe à l'expédition du Nord en tant que commandant du 2e régiment de la 1re division de la 1re armée. En mai 1927, il est promu vice-commandant de la 1re division tout en conservant le commandement du 2e régiment. En novembre de la même année, il est nommé commandant de la 22e division qu'il mène durant la seconde expédition du Nord d'avril 1928. En août, sa division est réduite en 2e brigade de la 1re division, mais il reste commandant de cette brigade sur laquelle Tchang mise beaucoup. En 1929 et 1930, il mène sa brigade durant la guerre des plaines centrales pour défendre le gouvernement central contre les seigneurs de la guerre régionaux comme la clique du Gui, Feng Yuxiang ou Yan Xishan. Il est ensuite nommé commandant d'une 1re division réorganisée à son retour.
Il participe aux campagnes d'extermination des communistes de Tchang, reçoit le commandement de la 1re armée en 1936, et prend part à la bataille de Shanghai et à la bataille de Wuhan, parfois à la tête de la 17e armée, du 34e groupe d'armée, de la 8e région militaire, et de la 1re région militaire. Hu prouve sa valeur durant ces batailles et devient, avec Tang Enbo, Xue Yue, et d'autres, l'une des généraux du Kuomintang les plus craints et respectés par les ennemis. Néanmoins, la gloire de Hu sur les champs de bataille est de courte durée, il disparait après ces batailles et participe très peu au reste de la guerre car il est à la tête d'une armée de 140 000 hommes faisant le blocus de la base communiste du Shaanxi pour la couper de l'influence soviétique.
Hu avait juré qu'il resterait célibataire jusqu'à la fin de la guerre mais il se marie avec Ye Xiazhai en 1948 à l'âge de 52 ans.

## Retour à la guerre civile chinoise
Après la Seconde Guerre mondiale, Hu Zongnan combat le Parti communiste chinois et réussit à prendre Yan'an, la capitale communiste, au Shaanxi. Cependant, Hu se montre incapable d'obtenir d'autres victoires décisives, en partie parce que les communistes sont informés de tous ses plans. Malgré ses compétences, il n'a jamais réussi à distancer son rival communiste Peng Dehuai, et avec la supériorité technique et numérique absolue, son armée de 250 000 hommes n'a jamais réussi à vaincre la troupe de 20 000 hommes de Peng Dehuai. Après ses premiers succès, il subit de sérieuses défaites coup sur coup jusqu'à ce que ses troupes soient annexées totalement par les communistes.
Cependant, il est dit que l'insuccès de Hu est plus dû à sa personnalité politique qu'à ses compétences militaires. Le relief accidenté du Nord-Ouest de la Chine aidait les communistes et leur guérilla, et n'était pas adapté aux troupes mécanisées. Mao Zedong restait caché et utilisait des espions pour connaitre les plans des nationalistes
En 1949, les défenses entières du Kuomintang s'écroulent. Hu reçoit l'ordre de Tchang d'établir un bastion au Xikang mais échoue à cette mission à cause de problèmes logistiques. Il obtient un avion militaire et fuit à Taïwan.
Il est ensuite chargé de former des milices civiles sur plusieurs îles de la mer de Chine orientale et sur les îles Pescadores. Il se retire peu de temps avant de mourir. Son fils deviendra politicien à Taïwan.

## Legs
Hu Zongnan n'était pas conscient des problèmes auxquels les nationalistes devaient faire face mais suivait fidèlement les ordres de Tchang. L'une des raisons de son échec est que son fidèle assistant, le major-général Xiong Xianghui, était un espion des communistes. Celui-ci avait secrètement rejoint le Parti communiste en décembre 1936 à l'université Tsinghua et recevait ses ordres directement de Zhou Enlai, avant de commencer à travailler pour Hu Zongnan en décembre 1937. Xiong excellait dans son travail et, depuis mars 1939, il était l'un des subordonnés les plus proches de Hu et devint même son secrétaire jusqu'en mai 1947 quand il fut envoyé aux États-Unis par Hu pour étudier. Ce n'est qu'après qu'il eut quitté Hu que celui-ci découvrit sa véritable identité. Bien qu'il eût été trompé, Hu fut accusé par ses ennemis politiques comme ceux du camp de Chen Cheng, de cacher des communistes, une accusation qui refit surface après la retraite nationaliste sur Taïwan, mais Hu fut innocenté ces deux fois-là. À Taïwan, Hu fut nommé gouverneur de la province de Chekiang (en) en 1952, commandant de la défense de la République de Chine durant la première crise du détroit de Taïwan, et se retire de l'armée en 1955. Il sert comme conseiller militaire du président jusqu'au 14 février 1962.